# Nafta
Nafta es una mezcla de hidrocarburos líquidos inflamables. Se han producido mezclas etiquetadas con nafta a partir de condensados de gas natural, destilados de petróleo y la destilación de alquitrán de hulla y turba. 
En diferentes industrias y regiones, la nafta también puede ser petróleo crudo o productos refinados como el queroseno. Los espíritus minerales, también conocidos históricamente como "nafta", no son el mismo químico.

## Etimología

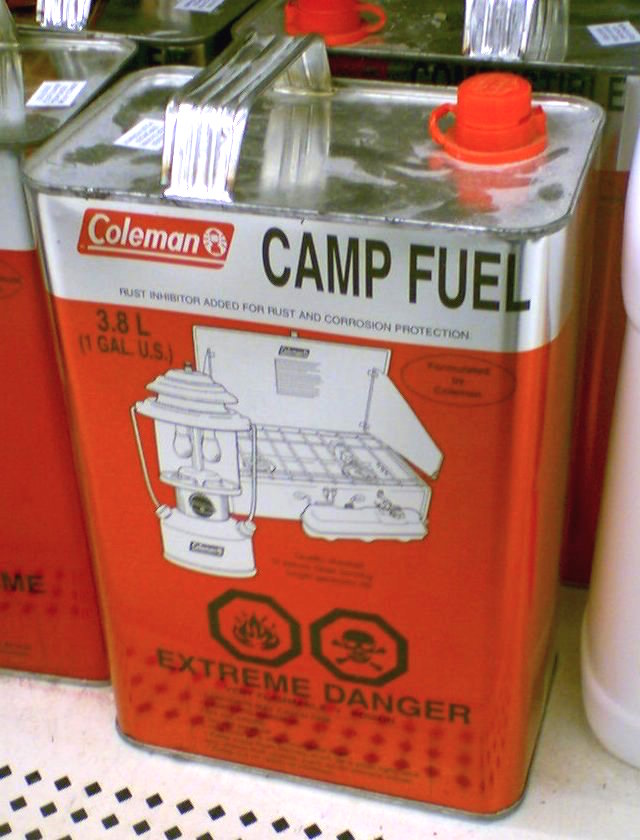
El gas blanco, ejemplificado por Coleman Camp Fuel, es un combustible común a base de nafta utilizado en muchas linternas y antorchas.

La palabra nafta es del latín y griego antiguo (νάφθα), derivado del naft persa medio ("mojado", "nafta"), cuyo último significado fue una asimilación del napṭu acadio (ver lenguas semíticas) como el árabe نَفْط nafṭ ("petróleo"), siríaco ܢܰܦܬܳܐ naftā y hebreo נֵפְט neft). En griego antiguo, se usaba para referirse a cualquier tipo de petróleo o brea. 
En la Canción de los Tres Niños, la palabra griega νάφθα designa uno de los materiales utilizados para avivar el horno de fuego. La traducción de Charles Brenton lo traduce como "colofonia". 
El libro II Macabeos cuenta cómo se puso un "agua espesa" en un sacrificio en la época de Nehemías y cuando el sol brillaba se incendió. 

Los compañeros de Nehemías llamaron a aquel líquido “neftar”, que significa purificación, pero la mayoría de la gente lo llama “nafta”.
Segundo Libro de los Macabeos 1:36 (versión Dios Habla Hoy)

Entra en la palabra napalm, una contracción de la "na" del ácido nafténico y la "palm" del ácido palmítico, originalmente hecha de una mezcla de ácido nafténico combinada con sales de aluminio y magnesio del ácido palmítico. La nafta es la raíz de la palabra naftaleno, y también se puede reconocer en la palabra ftalato y en el color de la pintura azul de ftalo.
En el uso anterior, "nafta" simplemente significaba petróleo crudo, pero este uso ahora está obsoleto en inglés. También se usó para aguarrás mineral (también conocido como "solvente Stoddard"), originalmente el principal ingrediente activo del jabón de lavandería Fels Naptha. La palabra ucraniana y bielorrusa нафта (nafta), lituano, letón y estonio "nafta", la palabra rusa нефть ( neft') y el persa naft ( نفت) significa "petróleo crudo". Además, en Albania, Bosnia y Herzegovina, Bulgaria, Croacia, Finlandia, Italia, Serbia, Eslovenia, el nafta (нафта en cirílico) se usa coloquialmente para indicar combustible diésel y petróleo crudo. En la República Checa y Eslovaquia, nafta se usó históricamente tanto para combustible diésel como para petróleo crudo, pero su uso para petróleo crudo ahora es obsoleto y generalmente indica combustible diésel. En búlgaro, nafta significa combustible diésel, mientras que neft, así como gasolina (петрол en cirílico), significa petróleo crudo. Nafta también se usa en el lenguaje cotidiano en Argentina, Paraguay y Uruguay para referirse a la gasolina. En Polonia, la palabra nafta significa queroseno, como en lampa naftowa "lámpara de parafina"; el petróleo crudo y (coloquialmente) el combustible diésel se llaman ropa "pus". En flamenco, la palabra naft se usa coloquialmente para gasolina.
Hay una hipótesis de que la palabra está conectado con el nombre de la indoirania dios Apam Napat, que ocurre en védico y en Avestic; el nombre significa "nieto de (las) aguas", y los Vedas lo describen como emergente del agua dorada y brillante "con rayos brillantes", tal vez inspirada por una filtración de gas natural en llamas.

## Tipos
Se han agregado varios calificadores al término "nafta" por diferentes fuentes en un esfuerzo por hacerlo más específico:
 

Una fuente distingue por punto de ebullición: 
La nafta ligera es la fracción que hierve entre 30 °C y 90 °C y consiste en moléculas con 5–6 átomos de carbono. La nafta pesada hierve entre 90 °C y 200 °C y consiste en moléculas con 6–12 átomos de carbono. 
Otra fuente diferencia los comentarios ligeros y pesados sobre la estructura de hidrocarburos, pero ofrece una línea divisoria menos precisa: 
Ligera [es] una mezcla que consiste principalmente en hidrocarburos alifáticos de cadena lineal y cíclicos que tienen de cinco a seis átomos de carbono por molécula. Pesada [es] una mezcla que consiste principalmente en hidrocarburos alifáticos de cadena lineal y cíclicos que tienen de siete a nueve átomos de carbono por molécula. 
Ambas son definiciones útiles, pero son incompatibles entre sí y la última no proporciona mezclas que contengan 6 y 7 átomos de carbono por molécula. Estos términos también son lo suficientemente amplios como para no ser ampliamente útiles.

## Usos

### Dilución de petróleo crudo pesado
La nafta se usa para diluir petróleo crudo pesado para reducir su viscosidad y permitir/facilitar el transporte; el crudo pesado sin diluir normalmente no puede transportarse por tubería, y también puede ser difícil de bombear a los petroleros. Otros diluyentes comunes incluyen condensado de gas natural y crudo ligero. Sin embargo, la nafta es un diluyente particularmente eficiente y puede reciclarse a partir de crudo pesado diluido después del transporte y procesamiento. La importancia de los diluyentes de petróleo ha aumentado a medida que la producción mundial de petróleo crudo más ligero ha disminuido y se ha desplazado hacia la explotación de reservas más pesadas. 

## Consideraciones de salud y seguridad
Las hojas de datos de seguridad (SDS) de varios proveedores de nafta también son indicativos de la naturaleza no específica del producto y reflejan las consideraciones debidas a una mezcla inflamable de hidrocarburos: inflamabilidad, carcinogenicidad, irritación de la piel y las vías respiratorias, etc.
Los humanos pueden estar expuestos a la nafta en el lugar de trabajo por inhalación, ingestión, contacto dérmico y contacto visual. La Administración de Salud y Seguridad Ocupacional de los EE. UU. (OSHA) ha establecido el límite de exposición permisible de la nafta en el lugar de trabajo en 100 ppm (400 mg/m³) durante un día laboral de 8 horas. El Instituto Nacional de Seguridad y Salud Ocupacional de EE. UU. (NIOSH) ha establecido un límite de exposición recomendado (REL) de 100 ppm (400 mg/m³) durante un día laboral de 8 horas. A niveles de 1000 ppm, lo que equivale al 10% del límite inferior de explosividad, la nafta es inmediatamente peligrosa para la vida y la salud.